# عبد الحميد البكوش
عبد الحميد البكوش (1933-2007) رئيس وزراء ليبيا (من 1967 إلى 1968) في العهد الملكي.

## نبذة

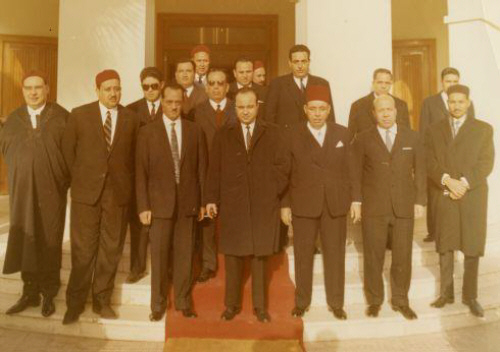
حكومة عبد الحميد البكوش أمام القصر الملكي دار السلام في طبرق بعد أداء كثير منهم اليمين الدستورية، وهم بدءاً من الثاني من اليسار: أحمد البشتي، سالم لطفي القاضي، عبد الحميد البكوش، أحمد عون سوف، أحمد الصالحين الهوني، مصطفى عبد الله بعيو، بشير السني المنتصر (في الخلف المرتدي للنظارات السوداء).

تخرج من كلية الحقوق - جامعة القاهرة عام 1959، حاصل على ليسانس القانون والدبلوم في القانون الدولي، فهو أديب في الشعر ومحامي وقاضي والعضو في مجلس النواب.
تولى وزارة العدل ما بين يناير 1964، وسبتمبر 1968، باستثناء فترتين، تولى مهمة الوزارة في أولاهما الشيخ عبد الرحمن القلهود (مارس-أكتوبر 1964)، وفي ثانيهما تولى المهمة الشيخ أبو بكر نعامة (أكتوبر 1965-أبريل 1967)، وقد كان وزيراً للعدل في الوزارة التي رأسها.

## حياته السياسية
أهم إنجازات الوزارة في عهد عبد الحميد البكوش:
- في 1968، ليبيا أنشأت مع السعودية والكويت منظمة الدول العربية المصدرة للبترول (اوابك) لتنسيق الإنتاج والتكرير والنقل والتسويق بين الدول الثلاث.
- وفي يوليو 1968، توقع ليبيا على معاهدة عدم الانتشار النووي.

وتم التركيز على أن الدعوة إلى الشخصية الليبية وإحياؤها لا تعني التعصب أو العزلة ولا الإنغلاق ولا استهداف فكر مغاير.